# Heinrich Lange

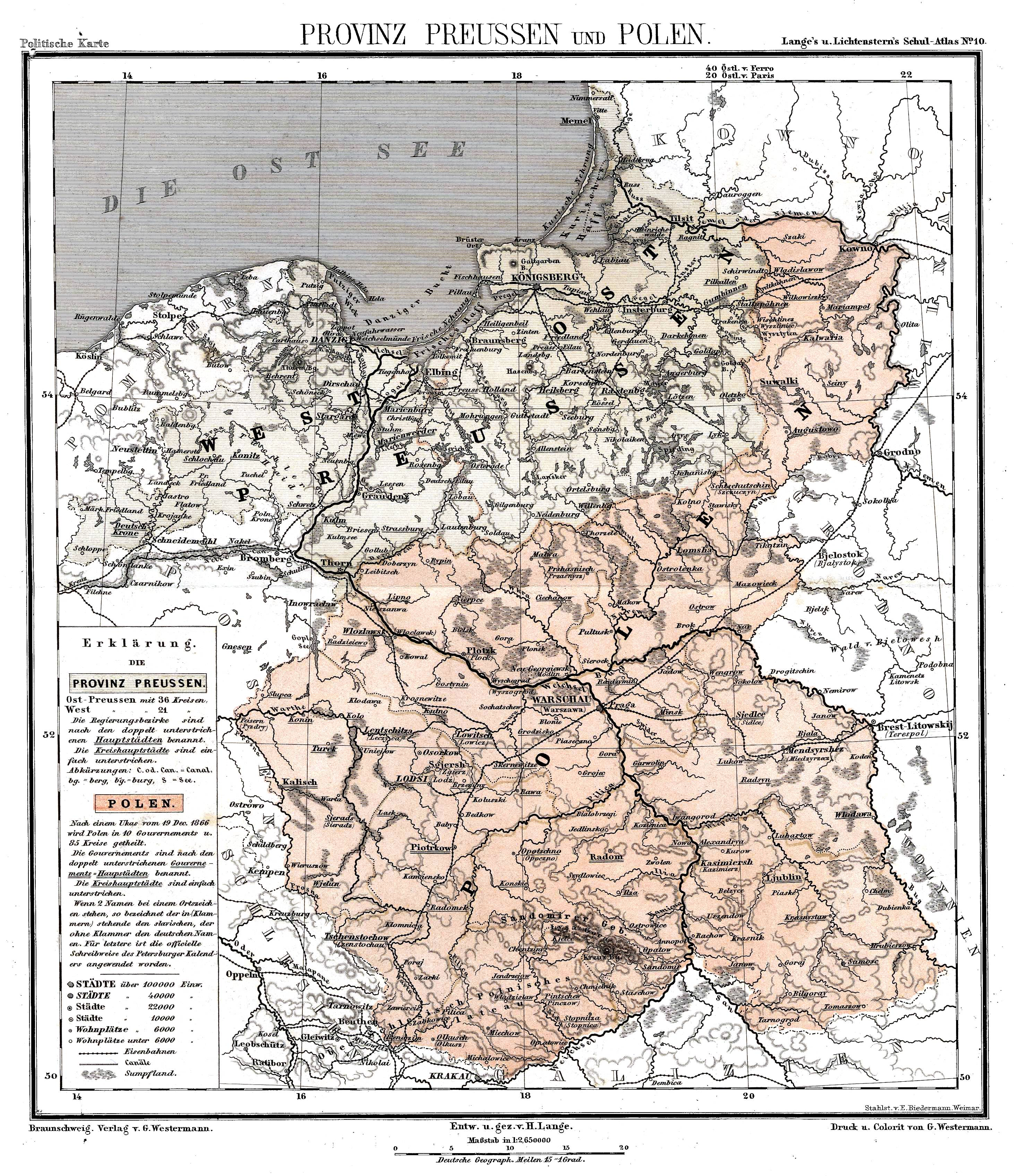
Province Prussienne, Schul-Atlas zum Unterricht in der Erdkunde de Theodor von Liechtenstern et Heinrich Lange

Karl Julius Heinrich Lange (Stettin, 13 avril 1821-Berlin, 30 août 1893) est un cartographe et géographe prussien.

## Biographie
Fils d'un juge de cour d'appel, il entre comme étudiant à la Geographische Kunstschule d'Heinrich Berghaus à Potsdam avec qui il travaille et qui le recommande pour participer au Physical Atlas d'Alexander Keith Johnston à Édimbourg (1844-1847).
À son retour, il travaille comme cartographe pour de nombreux savants et explorateurs comme Alexander von Humboldt, Carl Ritter, Heinrich Wilhelm Dove, Heinrich Barth, Heinrich Kiepert ou George Westermann (de).
Professeur de cartographie (1854), en 1855, il est nommé directeur du département de géographie chez l'éditeur Friedrich Arnold Brockhaus, poste qu'il conserve jusqu'en 1860. En 1868, il entre au Bureau royal de statistique de Berlin dont il devient inspecteur de 1871 à 1891.

## Distinctions
- Médaille des Arts et des Sciences (Große Preismedaille für Kunst und Wissenschaft)
- Docteur honoris causa de l'université d'Iéna (1857)
- Ordre de l'Aigle rouge (4e classe)
- Ordre de la Couronne (3e classe)
- L'expédition Carl Koldewey en Arctique a nommé en son honneur une des îles des Bastianøyane, Langeøya, dans le détroit d'Hinlopen au Spitzberg.

## Œuvres
- Atlas von Nordamerika, 1854
- Brockhaus' Reiseatlas, 1858–73
- Land und Seekarte des Mittelländischen Meers, 1870